# Giorno del Maharashtra
Il Giorno del Maharashtra (marathi: महाराष्ट्र दिन), comunemente noto come Maharashtra Diwas, indicato anche come Maharashtra Din, è una festa di stato nello stato indiano del Maharashtra, per commemorare la formazione dello stato del Maharashtra dalla divisione dallo Stato di Bombay avvenuta il 1º maggio 1960. Il Giorno di Maharashtra è comunemente associato con parate, discorsi e cerimonie politiche, oltre a vari altri eventi pubblici e privati che celebrano la storia e le tradizioni del Maharashtra.

## Storia
L'Atto per la riorganizzazione degli Stati definì, nel 1956, i confini per gli stati in India sulla base delle lingue. Lo Stato di Bombay che si formò in conseguenza di questo atto, però, era composto da diverse aree in cui venivano parlate lingue differenti: Marathi, Gujarati, Kutchi e Konkani. Il Sanyukta Maharashtra Samiti era in prima linea nel movimento che voleva dividere lo Stato di Bombay in due stati: uno costituito da zone in cui la gente parlava soprattutto Gujarati e Kutchhi e l'altro in cui la gente parlava soprattutto Marathi e Konkani.
Lo stato del Maharashtra e quello del Gujarat si sono formati in seguito a questo movimento in base all'Atto di Bombay sulla riorganizzazione del 1960 emanato dal Parlamento dell'India il 25 aprile 1960. La legge è entrata in vigore il 1º maggio 1960, da qui il motivo della celebrazione annuale.

## Osservanza
Ogni anno il governo del Maharashtra emette una notifica dichiarando che il 1º maggio è una festività pubblica da celebrare come Giorno del Maharashtra. Questa festa si applica a tutti gli uffici e le aziende sotto la giurisdizione dello Stato e del Governo centrale sia pubblici che privati, le scuole festeggiano questa giornata attraverso l'organizzazione di vari programmi a cui partecipano gli studenti.

## Tradizioni
Ogni anno si svolge presso il parco Shivaji una parata, e il governatore del Maharashtra tiene un discorso commemorativo.
In questo giorno in tutto il Maharashtra è vietata la vendita di liquori agli indiani, mentre ne sono esclusi gli stranieri.

## Festeggiamenti singoli o storici
Le celebrazioni del Giubileo d'oro per il Giorno del Maharashtra si sono tenute il 1º maggio 2011 in tutto il Maharashtra.

## Inaugurazioni e lancio di nuovi progetti e schemi
Nel Maharashtra il Governo ed i privati inaugurano e lanciano diversi nuovi progetti e programmi il 1º maggio. Nel Giorno del Maharashtra si tengono anche le celebrazioni annuali di tali istituzioni e progetti.